# Sevenoaks Weald
Sevenoaks Weald is een civil parish in het bestuurlijke gebied Sevenoaks, in het Engelse graafschap Kent met 1222 inwoners.